# Luis Iruarrizaga Aguirre
Luis Iruarrizaga Aguirre (Igorre, Biscaia, 25 d'agost de 1891 - Madrid, 13 d'abril de 1928) fou un músic basc i sacerdot de la Congregació de Missioners Fills del Cor de Maria. Era germà del també músic i eclesiàstic Juan Iruarrizaga Aguirre.

## Biografia
Estudià música a Igorre, i ingressà en la Congregació el 8 de setembre de 1908, on va continuar la seva formació musical mentre es preparava per al sacerdoci. professant en el Col·legi de Segòvia. Feu els estudis eclesiàstics en diferents col·legis, i molt jove encara, sent estudiant, escriví algunes composicions musicals, que causaren admiració als grans mestres, cridant poderosament l'atenció algunes modalitats completament noves que emprava la tècnica usual de la composició. Això no obstant, essencialment va ser autodidacta en música.
Altra característica d'Uruarrizaga és la compenetració admirable del tema que desenvolupa amb el sentit psíquic de la lletra, donant a la música una plasticitat realista va admirar poderosament als crítics musicals. Una modalitat completament nova, creada pel mestre, són els Trilúdios, composicions eucarístiques de sublims sentits musicals, d'una adaptació completa als difícils temes de les paraules sacramentals, i texts evangèlics i litúrgics.
Com a compositor, donà més de 200 obres musicals de gèneres distints. Fou, a més, Uruarrizaga fundador de l'Escola Superior de Música Sagrada que funciona a Madrid amb eminents professors. D'aquesta el 1925 n'era director i ensems professor de contrapunt. Emprengué viatges artístics als monestirs de Montserrat, Sant Pere de Besalú, Santo Domingo de Silos i Solesmes (França) per a estudiar els Còdex antics, confrontar-los i fer notar les diferències específiques d'aquests.
També viatjà per França i Anglaterra per donar a conèixer la música religiosa espanyola. En l'Abadia de Westminster (Londres) donà concerts molt aplaudits i la premsa londinenca no dubtà en ubicar a Iruarrizaga entre els primers compositors de l'art sacre. Estava molt interessat en el cant pla, i va visitar els monestirs benedictins de Santo Domingo de Silos, Solesmes i d'altres. A més, va realitzar amplis estudis de la polifonia del segle xvi i dels compositors del moviment Cecilianista alemany, en particular Haller. Una nota distintiva hi ha en les notables composicions corals de forma moderna d'Iruarrizaga, i és que les veus humanes resten tractades en forma orquestral. Treballà en la notació musical de les Cantigas d'Alfons el Savi, segons els Còdex que guarda en el fons de la Biblioteca de El Escorial.
El 1917 va fundar la revista Tesoro Musical; col·laborà notablement en la revista Música Sacrohispana, i després fou director de la revista Tesoro Sacro Musical, única revista de música religiosa existent a Espanya, i en la qual va publicar moltes de les seves pròpies composicions, obres de compositors espanyols contemporanis, música antiga, estudis musicològics i articles d'actualitat. Fou, a més, organista del Santuari del Cor de Maria de Madrid, distingint-se per la seva neta i precisa execució i per una expressió sorprenent que indica el seu domini de l'orgue.

## Obra musical
Les composicions de Iruarrizaga són totes religioses i han estat publicades en una edició completa en tres volums (Madrid, 1944-9, 4/1964). Mostren un estil original que ha tingut molts imitadors. La melodia simple n'és la base, noble, bella i molt adaptada a el text; l'harmonia és rica i actual, però fonamentalment consonant. Va compondre lliurement per a veu solista i per a cor (generalment en només dues parts, però de vegades en tres o quatre), amb acompanyament d'orgue, harmònium o piano.
Les obres musicals d'Iruarrizaga poden dividir-se en dos grups que comprenent les composicions de factura moderna, i les que segueixen les normes tradicionals. Entre les primeres figuren:

### De factura moderna
- Triludis, nombres 1, 2 i 3 (a tres veus iguales);
- Triludis O, a 1 veu;
- Triludi, a 1 veu;
- diversos Tantum ergo;
- Avemaria (6 veus mixtes en sol major);
- Lamentació;
- lletres religioses.

#### De factura tradicional
- Tantum ergo, a 3 veus (Madrid);
- Tantum ergo a 1 veu (Madrid);
- Tantum ergo, a 1 veu (Barcelona);
- Tantum ergo, a 4 veus desiguals i cor popular (Madrid);
- Diverses lletres i cants religiosos;
- Rosario en si bemoll menor a 3 veus iguals (Vitòria);
- diverses Avemaria;
- Responsorio de Navidad, a 3 veus mixtes (Vitòria).

##### Diverses
- Misa Paschalis, a 4 i 7 veus mixtes (Madrid);
- Himno misional, a cor i 4 veus iguals (Barcelona Madrid), et...